# Agartala
Agartala (in bengalese আগরতলা, Agortola) è una città dell'India di 400.004 abitanti, capoluogo del distretto del Tripura Occidentale, nello stato federato del Tripura di cui è capitale. In base al numero di abitanti la città rientra nella classe I (da 100.000 persone in su).

## Geografia fisica
La città è situata a 23° 50' 11 N e 91° 16' 30 E e ha un'altitudine di 15 m s.l.m..

## Società

### Evoluzione demografica
Al censimento del 2001 la popolazione di Agartala assommava a 189.327 persone, delle quali 94.398 maschi e 94.929 femmine. I bambini di età inferiore o uguale ai sei anni assommavano a 15.254, dei quali 7.805 maschi e 7.449 femmine. Infine, coloro che erano in grado di saper almeno leggere e scrivere erano 161.031, dei quali 83.114 maschi e 77.917 femmine.